# Ичёра (Иркутская область)
Ичёра — деревня в Киренском районе Иркутской области. Входит в состав Коршуновского муниципального образования.
Находится на левом берегу реки Лена, в 4 км выше впадения в неё реки Ичеры, в 34 км (по Лене) к юго-западу от центра сельского поселения, села Коршуново.

## Население
| 2002 | 2010 | 2011 | 2012 |
| ---- | ---- | ---- | ---- |
| 12   | ↘6   | →6   | ↘5   |